# 言語霊感
言語霊感（げんごれいかん、バーバル・インスピレーション、verbal inspiration）とは、聖書の霊感が思想だけではなく、言葉に及んでいるとする聖書の霊感説である。言語霊感説と対極をなす霊感説は思想霊感説である。

## 聖書観
この語は逐語霊感（ちくごれいかん）と訳されることもあったが、機械霊感（mechanical inspiration）と混同され非難される場合があるので、日本の福音派では、逐語霊感と訳さず、言語霊感と訳すようにすすめられている。高倉徳太郎も言語霊感と機械霊感を同一視しており、混同が指摘されている。福音派は言語霊感の立場をとるが、機械霊感説を退けている。
思想は言葉を媒介されなければ表現されず、霊感と言葉は結びついているため、思想霊感では講解説教が出来ないと指摘される。
聖書信仰では十全霊感とあわせて言語十全霊感と呼ばれる。言語霊感は福音主義の伝統的立場である。

## 批判
自由主義神学やカール・バルトらの新正統主義は、言語霊感の立場をとらない。カール・バルトは、『教会教義学』（1・二）で、言語霊感は聖書を「神託の書物」にする「魔術的・機械的物化」だとして非難している。
植村正久は『宣言若しくは信条』で言語霊感を逐語霊示と呼び、「文字崇拝の聖書推尊説」としてこれを拒否している。